# مديحة عمر
التشكيلية العراقية الراحلة مديحة حسن تحسين و(عمر) نسبة إلى زوجها الدبلوماسي العراقي ياسين عمر، هي فنانة عراقية معروفة بدمج فن الخط مع الفن التجريدي. ينظر إليها بشكل عام على أنها أول فنان عربي قام بذلك. لذلك، تعد أول من قدم الحركة الحروفية. كذلك، كانت أول أنثى تحصل على منحة من الحكومة العراقية للدراسة في أوروبا.
ولدت مديحة في حلب بسوريا، من والد شركسي وأم سورية. وبعد ذلك، انتقلت العائلة إلى العراق عندما كانت فتاة صغيرة. التحقت بالمدرسة السلطانية في إسطنبول، حيث لفتت انتباه الفنان التشكيلي التركي الخوجه علي رضا لمهارتها في الرسم. ثم تدربت كمدرسة في كلية ماريا غراي للتدريب [الإنجليزية] في لندن في الثلاثينيات من القرن الماضي، وتخرجت الأولى مع مرتبة الشرف في الفنون والحرف في عام 1933. ثم درست الرسم في أكاديمية الفنون الجميلة في بغداد، وأصبحت رئيسة القسم قبل أن تغادرها عام 1942. وأصبحت بطبيعة الحال عراقية الجنسية.
في عام 1939 تزوجت من الدبلوماسي ياسين عمر. وفي عام 1942 انتقلت إلى واشنطن لمرافقة زوجها، الذي عين عضوا في البعثة العراقية في عاصمة الولايات المتحدة الامريكية، وخلالها عثرت على كتاب عن الخط العربي للباحثة الإسلامية، نابية أبوت، وهذا ألهمها لاستكشاف إمكانيات دمج الحروف في أعمالها.
بدأت لأول مرة استكشاف فكرة دمج الحروف العربية في الرسم في أربعينيات القرن العشرين. وعام 1949، بتشجيع من مؤرّخ الفن، ريتشارد إتينغهاوزن [الإنجليزية]، عرضت سلسلة من 22 لوحة فنية مستوحاة من كتابتها في مكتبة جورج تاون العامة في واشنطن. ولهذا، فإنها عادةً ما تكسب سمعة باعتبارها أول فنانة عربية في العصر الحديث، حيث أدرجت حروفاً عربية في فنها، وأول فنان كان قد عرض مثل هذه الأعمال. ولهذا، فقد حظيت بشهرة واسعة كرائدة للحركة التي تحمل الآن الاسم، الحركة الحروفية الفنية. و في وقت لاحق من نفس العام، كتبت كتاب «الخط العربي: عنصر إلهام في الفن التجريدي».
أكملت تعليمها في جامعة جورج واشنطن. ثم درست الفنون الجميلة في مدرسة كوركوران للفنون ، وتخرجت في عام 1952 وحصلت على شهادة الماجستير في الفنون الجميلة في عام 1959.
وفي عام 1971، انضمت إلى مجموعة البعد الواحد [الإنجليزية] التي أسسها شاكر حسن آل سعيد مع مجموعة تسعى لتجميع فن السكان الأصليين مع الميول الأوروبية ونجحت في سد الفجوة بين التراث والحداثة.

## مشاركاتها الفنية
- نظمت لها وزارة الثقافة والاعلام معرضاً تكريمياً شاملاً على قاعة الرواق يوم 26 آذار 1981،
- كذلك أقامت معارض شخصية أيضا في بغداد كان اخره عام 1988، حيث قدمت فيه أكثر من (136) لوحة مثلت نتاجها من عام 1931
- في عام 1952 ، شاركت عمر في معرض ابن سينا، الذي أقيم في معهد الفن في بغداد بـ 48 لوحة، استخدمت كل منها حروفاً عربية في أعمال فنية علمانية حديثة. جلبت هذه الفعالية انتباه فنانين من الشرق الأوسط إلى أعمالها.[7]
- معارض شخصية في الولايات المتحدة الأمريكية

## حديثها اثناء مقابلة صحفية
تتحدث مديحة عمر في مقابلة صحفية معها عن تجربتها الفنية فتقول: قرأت صدفة كتاب (الكتابة العربية في بلدان شمال أفريقيا، الذي يبين تأريخ وتطور الاحرف العربية لفترات سحيقة، منذ ذلك الحين تأكد لي بأن الخط العربي له تاريخ عريق وقيم وقد وصل إلى ما هو معروف عليه الآن، بعد تطور طويل .. وكانت بداية توجهي نحو التجريد بفعل القراءة، تقول : لم اقف عند هذا الحد بل استكملت هذه الحلقة بحلقات أخرى نتيجة مشاهداتي للحروف المستخدمة كنقوش .. ولكن بإطار هندسي حول المنارات وعلى القصور (الجوانب العمرانية والحياتية) والمتاحف (في الشرق والغرب)..
وتواصل حديثها: الخط العربي عبارة عن معان مجردة، وهو في جوهره رمزي لذا فمن الخطأ النظر إليه بوصفه مجرد أبعاد وأشكال هندسية... وهذه النظرة في اعتقادي من وجهة التصميم الفني تسيء إلى فردية كل حرف من حروف الخط فيه القابلية الكافية، وله شخصية متحركة قادرة على أن تكون صورة مجردة أني لا ارى إن كل حرف من الحروف صورة كاملة تعطي معنى، خاصة إن تلك الحروف على اختلافها في التعبير تصبح مصدراً للاهتمام.
وعندما سئلت مديحة عمر عن عملية الابداع قالت: هي الحقيقة التي لا تموت.